# Badia Skalli
Badia Skalli, née en 1944, est une femme politique marocaine. Active dès les années 1960 dans plusieurs mouvements d’opposition de gauche, membre de l’Union socialiste des forces populaires (USFP) , elle est élue députée en 1993, l'une des deux premières femmes à siéger à la Chambre des représentants.

## Biographie
Elle est née à El Jadida en 1944, une ville côtière à environ 100 kilomètres au sud-ouest de Casablanca. Elle est la sœur aînée de deux autres femmes politiques marocaines, Touria et Nouzha Skalli, nées dans les années 1950. Elle commence à étudier le droit à l'antenne de Casablanca de l'université Mohammed-V en 1962, où elle s'engage en adhérent à l'Union nationale des étudiants du Maroc, puis rejoint le comité exécutif de ce mouvement. À la suite des manifestations étudiantes de 1965, tous les membres du comité sont enrôlés, contraints, dans l'armée, sauf Badia Skalli : elle vit d’ailleurs mal cette différence de traitement due à son sexe. Elle rejoint l'Union nationale des forces populaires (UNFP), qui commence à opérer dans la clandestinité. Elle se marie, mais son mari est tué trois ans plus tard dans un accident de la route.
Après une scission de l'UNFP en 1975, elle devient membre fondateur de l'Union socialiste des forces populaires (USFP) et en dirige la section féminine. L’USFP inscrit son combat politique dans le cadre des institutions. Elle devient ainsi candidate de l'USFP aux élections municipales de 1976. Elle fait campagne dans un quartier populaire majoritairement berbérophone, et découvre une population qu’elle connaissait mal, où les femmes sont souvent analphabètes et ne comprenant pas l’arabe. Mais elle n’y sent pas de réticence vis-à-vis des femmes politiques. Son parti, en revanche, lui demande de ne pas mentionner dans sa présentation électorale son statut de veuve, c’est-à-dire de femme sans mari. Elle n'est pas élue. Elle n'est ensuite pas retenue comme candidate aux élections législatives de 1977. Par contre, elle est élue à un conseil municipal lors des élections locales de 1983. Après les élections, l'USFP envisage de la nommer présidente du conseil municipal. Cependant, le tumulte qui en résulte au sein de l’USFP, et les arguments à coups de hadith par des membres de cette formation politique socialiste, conduit ce parti à nommer un conseiller masculin moins expérimenté.
Elle est désignée candidate de l'USFP pour les élections législatives de 1993. Jusqu’à ces législatives de 1993, l’USFP ne veut pas d’autre candidature féminine que la sienne sur ses listes. Cette fois, elle proteste et menace de se retirer si d’autres femmes n’y figurent pas. Le parti cède,. En final, elle est l'une des deux femmes élues à la Chambre des représentants (Latifa Bennani-Smires, l’autre représentante, au sein des 300 membres masculins de cette assemblée, étant affiliée à un autre parti),,. Elle est réélue en 1997, mais perd son siège aux élections de 2002.  En 2005, elle quitte, à 61 ans, le bureau politique de l’USFP.